# Атомно-шарове осадження
Атомно-шарове осадження (АШО, англ. Atomic layer deposition, ALD) — це технологія осадження тонких плівок, яка базується на послідовних хімічних реакціях між парою та твердим тілом, та яка має властивість самообмеження. Більшість АШО-реакцій використовують дві хімічні сполуки, які зазвичай називають прекурсорами. Такі прекурсори почергово вступають в реакцію з поверхнею. Внаслідок багаторазового впливу прекурсорів відбувається ріст тонкої плівки.

## Вступ
Процес АШО є таким процесом, що саморегулюється (кількість осадженого матеріалу в кожному циклі реакції є постійною), у якому відбувається послідовні хімічні реакції, внаслідок яких осаджується рівномірна тонка плівка матеріалу на підкладки з різних матеріалів. Процес АШО схожий на процес хімічного осадження з парової фази (ХОПФ, англ. Chemical vapor deposition, CVD), окрім того, що в процесі АШО хімічні реакції розділені на декілька окремих реакцій, в яких матеріали прекурсорів реагують з поверхнею підкладки послідовно. Внаслідок властивості до самообмеження поверхневих реакцій, АШО-процес вирощування тонких плівок робить можливим керування осадженням на атомарному рівні. Утримуючи в процесі осадження прекурсори окремо, можна досягти контролю за процесом на рівні ~0.1 Å (10 пікометрів) за цикл. Розділення прекурсорів здійснюється імпульсами очищувального газу (як правило, азоту або аргону) після кожного імпульсу прекурсора для видалення залишків прекурсору з реактора та запобігання «паразитних» хімічних реакцій на підкладці.
Процес АШО вперше був описаний під назвою «Молекулярне нашарування» на початку 1960 років професором С. І. Кольцовим з Ленінградського технологічного інституту ім. Лєнсовєта. Ці експерименти з АШО проводилися під науковим керівництвом член-кореспондента Російської академії наук професора В. Б. Алесковського. Концепція процесу АШО була вперше запропонована професором В. Б. Алесковським в його кандидатській дисертації, опублікованій у 1952 році. Процес АШО розроблювався та впроваджувався в усьому світі під ім'ям атомно-шарова епітаксія (англ. Atomic layer epitaxy, ALE) наприкінці 1970-х років. Процес АШО розвивався через потребу у якісних діелектричних та люмінесцентних плівках, які повинні бути нанесені на підкладках з великою площею, для використання у тонкоплівкових електролюмінесцентних плоскопанельних дисплеях. Інтерес до АШО поступово збільшувався з середини 1990-х років з зосередженням на мікроелектроніці на основі кремнію. АШО вважається методом осадження який має найбільший потенціалом для отримання надтонких, рівномірних плівок з можливістю керування їх товщиною та складом на атомарному рівні. Головною рушійною силою в останній час є перспектива використання АШО при подальшій мініатюризації мікроелектронних пристроїв.
АШО може бути використане для нанесення декількох типів тонких плівок, в тому числі різних оксидів (наприклад, Al2O3, TiO2, SnO2, ZnO, HfO2), нітридів металів (наприклад, TiN, TaN, WN, NbN), металів (наприклад, Ru, Ir, Pt) та сульфідів металів (наприклад, ZnS).

## Процес АШО
АШО — це технологія, яка використовує принцип молекулярного збирання матеріалів з газової фази. Ріст шарів матеріалу у АШО складається з таких характерних чотирьох етапів, які циклічно повторюються:
1. Дія першого прекурсора.
2. Видалення з реактора прекурсорів, які непрореагували, та газоподібних продуктів реакції.
3. Дія другого прекурсора або інша обробка для активування поверхні перед застосуванням першого прекурсора.
4. Видалення з реактора залишків реагентів.

Саме така послідовність імпульсного напуску та видалення робочих газів є головною відмінністю технології АШО від ХОПФ. В технології ХОПФ реакційні гази знаходяться в робочій камері одночасно протягом значного часу (десятки хвилин).
Хімічні реакції при АШО відбуваються в діапазоні визначених температур, який називається вікном робочих температур, та зазвичай становить 200÷400 °C. Робочий тиск, що використовується при АШО, становить 0,1÷10 КПа.
Кожний цикл реакції, який додає певну кількість матеріалу на поверхню, називають зростанням за цикл. Щоб виростити шар матеріалу, цикли реакцій повторюються стільки разів, скільки необхідно для того, щоб отримати бажану товщину плівки. За один цикл, який може тривати від 0,5 с до декількох секунд, осаджується плівка товщиною від 0,1 до 3 Å. Перед початком процесу АШО поверхня підкладки стабілізується до початкового, відомого стану, шляхом, як правило, термічної обробки. Внаслідок самообмеження реакцій, АШО є поверхнево-керованим процесом, коли параметри процесу, окрім складу прекурсорів, підкладки та температури практично не мають впливу. Також, внаслідок поверхневого самообмеження, плівки вирощені у процесі АШО мають надзвичайно рівномірний склад та товщину. Ці тонкі плівки можуть бути використані у поєднанні з плівками, отриманими іншими поширеними методами.

## Переваги та недоліки

### Переваги
Плівки, отриманні з використанням АШО, залежать лише від кількості циклів реакції, що дозволяє дуже точно та просто контролювати їх товщину. На відміну від процесу ХОПФ, в цьому процесі менші вимоги до однорідності потоку реагентів, що дозволяє обробляти великі площі (великі партії та їх легке розширення), чудова рівномірність та повторюваність а також спрощене використання твердих прекурсорів. Окрім того, можливе пряме вирощування різних багатошарових структур. Ці переваги роблять АШО дуже привабливим для мікроелектроніки у виробництві наступних поколінь інтегральних схем.
Інші переваги процесу АШО полягають у широкому спектрі матеріалів плівок, високій щільності та низькому рівні забруднення домішками. Окрім того, низькі температури осадження можуть бути використанні з метою уникнення негативного впливу високої температури на чутливі підкладки.

### Недоліки
Головним недоліком процесу АШО полягає у його повільності. Зазвичай лише частини моношару осаджуються в одному циклі. На щастя, плівки, які будуть необхідними у наступних поколіннях мікросхем є надзвичайно тонкими і, таким чином, повільність АШО не буде мати важливого значення.
Отримання щільних, низькодефектних однорідних плівок методом АШО пов'язане з необхідністю синтезу прекурсорів з високою реакційною здатністю, причому хімічна чистота таких прекурсорів повинна бути не гіршою за 99,999 %. Такі вимоги до прекурсорів призводить до їх високої вартості, що стримує широке використання АШО.
Хоча вибір матеріалів для плівок, що осаджуються методом АШО достатньо великий, багато технологічно важливих матеріалів (такі як (Si, Ge, Si3N4, деякі багатокомпонентні оксиди та окремі метали) на цей час не можуть бути осадженні в економічно ефективний спосіб.
Процес АШО є хімічною технікою і тому існує ризик наявності у плівках залишків від прекурсорів. Вміст домішок у плівках залежить від повноти реакції. У типовому процесі оксидування, коли металогалогени алкільних з'єднань використовуються разом з водою як прекурсори, концентрація атомів домішок виявляється на рівні 0,1-1 %.

## Процес АШО в мікроелектроніці
Процес АШО розглядається як потенційний метод осадження підзатворного діелектрика, діелектриків з високою діелектричною проникністю у конденсаторах пам'яті, сегнетоелектриків, металів та нітридів для виготовлення електродів та міжз'єднань. У підзатворних оксидах з високою діелектричною проникністю, де є важливим контролювання виготовлення надтонкої плівки, застосування АШО швидше за все буде збільшуватися з більш широким використанням 45-нм технології. Оскільки вимоги до однорідності структури плівок металізації є суттєвими, очікується, що АШО буде широко використовуватися у 65-нм виробничому процесі. Вимоги до однорідності структури плівок у схемах динамічної пам'яті з довільним доступом (DRAM) є навіть ще вищими, тому процес АШО може виявитися єдиним, який буде використовуватися для виготовлення структур з розмірами, меншими за 100 нм.

### Підзатворні діелектрики
Осадження оксидів з великою діелектричною проникністю Al2O3, ZrO2 та HfO2 найбільш широко досліджувалося для застосування у процесах АШО. Основною мотивацією використання оксидів з високою діелектричною проникністю є проблема значного збільшення струму тунелювання через SiO2, який у сучасній напівпровідниковій технології є основним матеріалом для підзатворного діелектрика, при зменшенні його товщини до 1 нм та менше. З використанням оксидів з високою діелектричною проникністю, підзатворний діелектрик може бути виготовлений необхідної товщини з одночасним зменшенням струму тунелювання через структуру.
Компанія Intel повідомляла про використання АШО для осадження підзатворного діелектрика з високою діелектричною проникністю у їх 45-нм технології.

### Конденсатори DRAM
Використання як підзатворного діелектрика у конденсаторах схем динамічної пам'яті з довільним доступом оксиду кремнію SiO2, який на цей час широко застосовується, швидше за все буде зменшуватися зі зменшенням розмірів таких пристроїв пам'яті. Головними вимогами до зменшених конденсаторів DRAM є висока однорідність та діелектрична проникність вища за 200, тому матеріали, які будуть застосовуватися, будуть відрізнятися від вивчених на цей час підзатворних діелектриків, що використовуються у МДН польових транзисторах (наприклад, Al2O3, ZrO2, and HfO2). Найбільш вивченим кандидатом на такий діелектрик є (Ba, Sr)TiO3. Процес АШО є дуже перспективним методом, який може задовольнити високі вимоги до рівномірності при застосуванні у динамічній пам'яті з довільним доступом. Діелектрична проникність у 180 одиниць була отримана для SrTiO3, а для BaTiO3 — у 165 одиниць для плівок, товстіших за 200 нм, які були відпалені після осадження, але при зменшенні товщини плівок до 50 нм, діелектрична проникність також зменшувалася до 100 одиниць.

### Нітриди перехідних металів
Нітриди перехідних металів, таких як TiN та TaN розглядаються як такі, що потенційно можуть використовуватися як бар'єрєрний матеріал та матеріал електрода затвора. Такі бар'єри використовуються у сучасних мікросхемах з мідними міжз'єднаннями з метою запобігання дифузії Cu у навколишні матеріали, такі як ізолюючі матеріали та кремнієві підкладки, а також для запобігання забруднення мідних елементів схем елементами, що дифундують з матеріалів, які ізолюють мідні міжз'єднання із бар'єрними шарами металізації. До металевих бар'єрів висуваються жорсткі вимоги: вони не повинні мати домішок, повинні бути щільними, з хорошею провідністю, рівномірними, тонкими, мати гарну адгезію до металів та діелектриків. Ці вимоги можуть бути задоволені процесом АШО. Найбільш вивченим є АШО нітриду тітану TiN з TiCl4 та NH3.